# Psydrax odorata
Psydrax odorata är en måreväxtart som först beskrevs av Johann Georg Adam Forster, och fick sitt nu gällande namn av Albert Charles Smith och Steven P. Darwin. Psydrax odorata ingår i släktet Psydrax och familjen måreväxter.

## Underarter
Arten delas in i följande underarter:
- P. o. foveolata
- P. o. parviflorifera
- P. o. subnitida
- P. o. arnhemica
- P. o. australiana
- P. o. buxifolia
- P. o. odorata